# Полная категория
Категория называется полной в малом, если в ней любая малая диаграмма имеет предел. Двойственное понятие — кополная в малом категория, то есть та, в которой любая малая диаграмма имеет копредел. Аналогично определяется конечная полнота и вообще α-полнота для любого регулярного кардинала α. Из них всех наиболее употребимой является полнота в малом, поэтому категории, полные в малом, называют просто полными. Существование пределов вообще всех (не обязательно малых) диаграмм оказывается слишком сильным условием, так как такая категория с необходимостью была бы предпорядком, между любыми двумя её объектами было бы не более одного морфизма.
Категория, являющаяся одновременно полной и кополной, называется биполной.
Более слабое свойство категории — конечная полнота. Категория называется конечно полной, если в ней существуют все конечные пределы (то есть пределы всех диаграмм, индексированных конечным множеством). Аналогично определяются конечно кополные категории.

## Примеры
- Следующие категории биполны:
  - категория множеств {\displaystyle {\mathcal {S}}et};
  - категория групп {\displaystyle {\mathcal {G}}rp};
  - категория колец {\displaystyle {\mathcal {R}}ing};
  - категория абелевых групп {\displaystyle {\mathcal {A}}b};
  - категория топологических пространств {\displaystyle {\mathcal {T}}op};
  - категория компактных хаусдорфовых пространств {\displaystyle {\mathcal {C}}omp{\mathcal {H}}};
  - категория малых категорий {\displaystyle {\mathcal {C}}at};
- Следующие категории конечно биполны, но не являются полными или кополными:
  - категория конечных множеств {\displaystyle f{S}et};
  - категория конечномерных векторных пространств над полем {\displaystyle K} {\displaystyle fd-{\mathcal {V}}ect_{K}};
  - категория конечных групп {\displaystyle f{\mathcal {G}}rp};
- Вообще, если {\displaystyle \mathrm {Mod} _{\mathcal {T}}} — категория моделей некоторой алгебраической теории[англ.] {\displaystyle {\mathcal {T}}}, то {\displaystyle \mathrm {Mod} _{\mathcal {T}}} полна и кополна, так как она рефлективна в {\displaystyle \mathrm {Func} ({\mathcal {T}},{\mathcal {S}}et)}. Напомним, что алгебраическая теория допускает только условия на операции, являющиеся тождествами (никаких кванторов!). Скажем, категория полей не является категорией моделей алгебраической теории, поэтому предыдущее утверждение к ней неприменимо. Она не является полной или кополной.
- (теорема о пределе с параметром) Если категория {\displaystyle {\mathcal {C}}} полна (кополна), то категория {\displaystyle \mathrm {Func} ({\mathcal {A}},{\mathcal {C}})} полна (кополна) для любой категории {\displaystyle {\mathcal {A}}}, причём пределы вычисляются поточечно.
- Любая абелева категория конечно полна и конечно кополна.
- Предпорядок полон, если в нём существует наибольший элемент и любое множество элементов имеет точную верхнюю грань. Аналогично, он кополон, если имеет наименьший элемент и любое множество элементов имеет точную нижнюю грань.
- Категория метрических пространств Met конечно полна, но не является полной и не имеет даже конечных копроизведений.

## Свойства
Существует теорема о том, что категория полна тогда и только тогда, когда в ней существуют все уравнители и малые произведения. Соответственно, категория кополна, если в ней есть все коуравнители и малые копроизведения.
Конечно полную категорию также можно охарактеризовать несколькими способами. А именно — следующие утверждения эквивалентны:
- C конечно полна,
- C имеет все уравнители и конечные произведения,
- C имеет все уравнители, бинарные произведения и терминальный объект,
- C имеет все декартовы квадраты и терминальный объект.

Двойственные утверждения также эквивалентны.
Малая категория полна в малом, только если она является предпорядком. То же верно и для кополной категории; более того, для малой категории полнота и кополнота в малом эквивалентны.
Если категория {\displaystyle C} полна в малом, то для любой малой категории {\displaystyle A} любой функтор {\displaystyle F\colon A\to C} имеет правое расширение Кана {\displaystyle \mathrm {Ran} _{K}F} по любому функтору {\displaystyle K\colon A\to B}, причём любое такое расширение Кана является поточечным. Утверждение явно следует из представления поточечного расширения Кана как предела.